# Arenes d'al-Wahiba
Les Arenes Occidentals (àrab: الرمال الشرقية, ar-Rimāl ax-Xarqiyya), antigament anomenades Arenes d'Al Wahiba (àrab: رملة آل وهيبة, Ramlat Āl Wahība), és una regió desèrtica d'Oman. El nom antic li fou donat per la tribu Al Wahiba.
La zona s'estén 180 km al nord-sud i 80 km d'est a oest, i ocupa una àrea d'uns 12.500 km².
El 1986 la Royal Geographical Society hi va organitzar una expedició per documentar la diversitat de terreny, la flora i la fauna. Hi ha 16.000 invertebrats, 200 espècies d'animals salvatges, incloent-hi ocells, i 150 espècies de flora autòctona.

## Geologia
La formació d'aquest desert es remunta al Quaternari, i és el resultat de l'encontre entre el vent del monsó del sud-oest i el vent alisi del nord-est Xamal.
D'acord amb els tipus de dunes, es divideix la regió en dues parts:
- La Wahiba Alta, amb els sistemes de mega-crestes de sorra, orientades de nord a sud, suposadament format pel monsó. Les que estan al nord daten de l'última glaciació regional, i arriben a una altitud de 100 metres.
- La Wahiba Baixa amb dunes més mesurades.

Els límits nord i oest del desert estan delimitats pels sistemes fluvials del Wadi Batha Wadi i del Wadi Andam. La superfície de sorra cobreix una antiga capa de sorra de carbonat cimentat. Els al·luvions suposadament provinents de l'uadi Batha, al Paleolític, van ser dipositats al desert central de 200 metres per sota de la superfície interdunal. L'erosió eòlica es creu que han contribuït a la creació d'una plana prop del sud-oest.

## Habitants
L'àrea està ocupada pels beduïns, que se centren a Al Huyawah, un oasi prop del límit del desert, entre juny i setembre, per recollir dàtils. Quan es va organitzar l'expedició de la Royal Geographical Society, aquest aplec incloïa principalment persones de les tribus al-Wahiba (o Yal Wahiba), d'on prové el nom de la regió, i també al-Amr,  'al-Bu-Isa, Hikman, Hishm i Janâba.

## Galeria

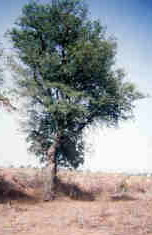
Prosopis cineraria.
Panorama.